# Punch y Judy (ópera)
Punch y Judy (título original en inglés, Punch and Judy) es una ópera en un acto con música de Harrison Birtwistle y un libreto de Stephen Pruslin, basada en los títeres homónimos.  Birtwistle escribió la partitura desde 1966 hasta 1967.  La ópera se estrenó en el Festival de Aldeburgh, que había encargado la obra, el 8 de junio de 1968, con David Atherton dirigiendo al English Opera Group.  En el reparto del estreno estuvieron John Cameron como Mr Punch.
La obra causó gran controversia con miembros del público, debido a la violencia de la trama y la naturaleza de la música. Se dice que Benjamin Britten abandonó el estreno en el descanso.
Esta ópera rara vez se representa en la actualidad; en las estadísticas de Operabase aparece con sólo 3 representaciones en el período 2005-2010.